# HD 166
Désignations
HD 166, V439 Andromedae ou ADS 69 A est une étoile de sixième magnitude de la constellation d'Andromède, située à environ 45 années-lumière de la Terre. Il s'agit d'une étoile variable de type BY Draconis, variant entre les magnitudes 6,13 à 6,17 selon une période de 6,23 jours. Elle apparaît à moins d'un degré d'Alpha Andromedae et est membre de l'association stellaire Hercule-Lyre. Elle se trouve également à moins de 2 degrés de l'ascension droite 00h 00m.

## Caractéristiques
HD 166 est une naine orange, plus froide et moins lumineuse que le Soleil, de type spectral K0Ve,, où le suffixe « e » indique la présence de raies d'émission dans le spectre. L'étoile a un mouvement propre de 0,422 seconde d'arc, se déplaçant selon un angle de 114,1° par rapport au nord. Elle a une luminosité estimée à 61 % du Soleil, et émet comme un corps noir avec une température effective de 5 327 K. Elle a un diamètre d'environ 90 % de la taille du Soleil et une vitesse radiale de −6,9 km/s. Les estimations de son âge varient grandement, allant de 78 millions d'années sur la base de son activité chromosphérique, jusqu'à 9,6 milliards d'années en comparant ses propriétés avec celles obtenues par des chemins d'évolution théoriques. Une émission de rayons X a été détectée en provenance de cette étoile, avec une luminosité estimée à 8,5 × 1028 erg s-1.
Un excès d'infrarouge a été détecté autour de HD 166, indiquant très probablement la présence d'un disque circumstellaire situé à un rayon de 7,5 UA. La température de ce disque est de 90 K.

## Variabilité
Il a été constaté que la périodicité de la variabilité photométrique de HD 166 coïncide avec sa période de rotation. Cela conduit à sa classification comme étoile variable de type BY Draconis, où les variations de luminosité sont causées par la présence de grandes taches stellaires à la surface de l'étoile et par son activité chromosphérique.